# Extension algébrique
Pour les articles homonymes, voir Algébrique.
En mathématiques et plus particulièrement en algèbre, une extension algébrique L sur un corps K est une extension de corps dans laquelle tous les éléments sont algébriques sur K c’est-à-dire sont racines d'un polynôme non nul à coefficients dans K. Dans le cas contraire, l'extension est dite transcendante.
Cette approche permet dans un premier temps de pallier les insuffisances de certains corps, par exemple celui des nombres réels quant aux solutions des équations polynomiales. Elle offre enfin une structure adaptée pour mieux comprendre la structure d'un corps. Les extensions algébriques sont le support des analyses qui permettent par exemple de résoudre les problèmes de l'Antiquité comme la duplication du cube, ou la résolution d'équations polynomiales par radicaux décrite dans le théorème d'Abel-Ruffini.

## Introduction

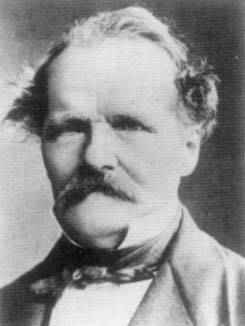
Ernst Kummer

La première formalisation de la notion d'extension algébrique provient d'une tentative par Ernst Kummer de démonstration du dernier théorème de Fermat. Un article de 1846 définit la notion de nombre idéal qui aboutira à la définition de Richard Dedekind du concept d'idéal en 1871. Kummer analyse les propriétés d'une extension algébrique engendrée par une racine de l'unité, ce qu'on appelle aujourd'hui « extension de Kummer ». La formalisation définitive est publiée en 1856. Cet outil permet par exemple de prouver le théorème de Fermat pour une certaine classe de nombres premiers, les nombres premiers réguliers, qui comprend tous les premiers impairs plus petits que 100, à l'exception de 37, 59 et 67.
Cette démarche consiste à définir des structures algébriques abstraites comme les groupes, les anneaux les corps commutatifs ou les espaces vectoriels. Elle s'inscrit dans un mouvement qui démarre avec les travaux d'Évariste Galois où est définie la première structure abstraite : celle des groupes. Ces travaux sont à l'origine de l'algèbre moderne. Les travaux de Kummer prennent tout leur sens comme complément de ceux de Galois, et une extension algébrique particulièrement importante est l'extension de Galois. Les propriétés générales de ces structures permettent de résoudre des problèmes de géométrie, d'arithmétique ou d'algèbre ouverts depuis longtemps.
En géométrie, trois des quatre grands problèmes de l'Antiquité sont résolus à l'aide de cette approche. Ils proviennent tous de constructions à l'aide de la règle et du compas. On y trouve la trisection de l'angle, la duplication du cube et la constructibilité des polygones réguliers. Toute démonstration moderne de ces trois propriétés utilise l'algèbre abstraite et la notion d'extension algébrique. À la fin du XIXe siècle, l'intégralité de la géométrie est fondée sur des structures algébriques abstraites.
En arithmétique, les tentatives de démonstration du dernier théorème de Fermat sont à l'origine des plus nombreuses avancées. La formalisation de la notion d'extension algébrique devient indispensable pour de nombreuses valeurs de n (le paramètre de l'équation de Fermat). Cette structure permet de marier les différentes structures abstraites pour établir les théorèmes. Une extension algébrique est un espace vectoriel, c'est aussi un corps, il est défini grâce à une structure d'anneau euclidien et un groupe opère naturellement sur ce corps. L'extension algébrique devient alors la structure de base de la théorie algébrique des nombres.
En algèbre, l'extension algébrique est la structure de base de la résolution d'un vieux problème, celui de la résolution d'une équation polynomiale à l'aide de radicaux. Si la structure clé est le groupe fini, initialement mis en évidence comme un groupe de permutations, elle apparaît plus simple et plus naturelle dans sa formalisation moderne. Le groupe est alors un groupe fini opérant sur une extension algébrique.

## Approche par l'exemple
Les deux constructions ci-dessous sont des cas particuliers des deux constructions détaillées dans l'article Corps de rupture, dans le cas le plus simple d'extension algébrique : les extensions quadratiques.

### Une extension simple construite à l'aide d'un sur-corps
L'idée est de construire le plus petit sur-corps L du corps ℚ des rationnels contenant le réel √2. « Plus petit » signifie ici que tout sous-corps L’ du corps ℝ des réels contenant à la fois les nombres rationnels et √2 contient aussi L.
Puisque L’ est stable par la multiplication et par l'addition, il doit contenir l'ensemble L de tous les éléments de la forme a + b √2 avec a et b rationnels.
On montre facilement que cet ensemble L est un sous-corps de ℝ. 
Par construction, ce corps L est le plus petit sous-corps de ℝ contenant à la fois les nombres rationnels et √2. 
L possède un certain nombre de propriétés intéressantes :
- L est un espace vectoriel sur ℚ. Cet espace est de dimension finie égale à 2. On parle alors d'extension quadratique.
- L, en tant qu'espace vectoriel, possède une base constituée de puissances de √2, à savoir (1, √2). On parle alors d'extension simple.
- Si x est un élément de L alors la famille (1, x, x2) est liée car de cardinal supérieur à celui de la dimension. Il existe donc un polynôme non nul à coefficients rationnels ayant x pour racine.

Une approche intuitive montre qu'une structure de type L est un candidat intéressant pour bâtir une théorie. En revanche, il n'est pas très satisfaisant d'avoir utilisé un sur-corps des nombres rationnels, à savoir les nombres réels, pour une telle construction. Si, dans la pratique, quel que soit le corps K, il est toujours possible de montrer l'existence d'un sur-corps possédant les propriétés nécessaires, il existe une autre approche qui ne nécessite pas l'existence d'un tel sur-corps a priori.

### Construction à l'aide des polynômes
Si d est un élément du corps K qui n'est pas un carré dans K (par exemple si d = 2 et K = ℚ comme ci-dessus, ou encore si d = –1 et K = ℝ), alors le polynôme P = X2–d est irréductible dans l'anneau K[X] des polynômes à coefficients dans K, et son corps de rupture (cf. § ci-dessous) peut être construit comme le quotient L de K[X] par l'idéal principal (P) engendré par P. C'est « la plus petite » extension de K dans laquelle l'équation X2–d = 0 possède une solution.
Pour d = 2 et K = ℚ, L = ℚ[X]/(X2–2) est isomorphe au sous-corps de ℝ du paragraphe précédent.
Pour d = –1 et K = ℝ, L = ℝ[X]/(X2+1) est isomorphe au corps des complexes (les deux racines carrées ±i de –1 dans ℂ correspondent, via cet isomorphisme, aux classes (modulo X2+1) des deux polynômes ±X).

## Définitions et premières propriétés
Soit K un corps et L une extension de corps.
- Un élément l de L est dit algébrique sur K s'il existe un polynôme non nul à coefficients dans K ayant l pour racine. On appelle alors polynôme minimal de l le polynôme unitaire (c’est-à-dire dont le monôme dominant a pour coefficient 1) qui engendre l'idéal annulateur c’est-à-dire l'idéal des polynômes qui possèdent l pour racine. C'est le polynôme unitaire (non nul) de plus petit degré qui possède l pour racine [3].
- L'extension L est dite algébrique si tout élément de L est algébrique sur K.
- Si L est une extension de K et A une partie de L, la sous-extension engendrée par A est notée K(A). C'est le plus petit sous-corps de L contenant K et A.
- Une extension L/K est dite simple si L=K(l) pour un certain élément l de L.
- Si L est une extension de K et l un élément de L algébrique sur K, le K-espace vectoriel K(l) a pour base (1, l, l2, … , ln–1), où n désigne le degré du polynôme minimal de l [3].

Les extensions algébriques possèdent quelques propriétés élémentaires :
- Toute extension finie est algébrique, et toute extension algébrique est la réunion de ses sous-extensions finies.
- Si L/K est une extension finie et l un élément de L, alors le degré du polynôme minimal de l divise [L:K]. En particulier, si L/K est de degré p, un entier naturel premier, alors L/K est une extension simple.
- Si A est une partie finie de L dont tous les éléments sont algébriques sur K, alors K(A)/K est une extension finie.
- L'ensemble des éléments de L algébriques sur K est un sous-corps de L appelé fermeture algébrique de K dans L[4] (à ne pas confondre avec la notion de clôture algébrique, cf. ci-dessous.)
- Si L/K et K/H sont des extensions algébriques, alors L/H est une extension algébrique.

## Corps de rupture
Soient K un corps P un polynôme irréductible de degré n à coefficients dans K. Alors il existe une extension de K contenant au moins une racine de P et minimale pour cette propriété. Cette extension est appelée corps de rupture de P. Cette extension est unique (à K-isomorphisme près) et elle est finie de degré n sur K. C'est aussi l'unique extension de degré n de K contenant une racine de P, et c'est une sous-extension de toute extension contenant une racine de P.
Par exemple, le polynôme X2 – 2 est irréductible sur ℚ mais possède une racine dans ℝ, donc son corps de rupture est inclus dans ℝ.

## Corps de décomposition
Soit P un polynôme non constant à coefficients dans K. Alors il existe une extension L de K telle que le polynôme P soit scindé dans L, c'est-à-dire qu'il se décompose en produit de polynômes de degré 1 à coefficients dans L. On dit plus intuitivement que P a toutes ses racines dans L. Si on prend L minimale pour cette propriété, alors elle est finie et unique à K-isomorphisme près. On l'appelle alors corps de décomposition de P. C'est une sous-extension de toute extension sur laquelle P est scindé.
Toute extension finie est incluse dans le corps de décomposition d'un polynôme.

## Extensions particulières

### Extension quadratique
Les extensions quadratiques interviennent notamment pour la résolution des problèmes de l'Antiquité sur les nombres constructibles. Ces nombres forment un corps inclus dans ℝ et stable par la fonction racine carrée, c’est-à-dire que la racine carrée d'un nombre constructible positif est aussi constructible. Une identification du plan euclidien et des nombres complexes montre que les nombres constructibles forment le plus petit corps contenant l'unité imaginaire i et les nombres rationnels et stable par conjugaison et par la fonction racine carrée.
Un tel corps peut se construire à l'aide d'une suite infinie d'extensions quadratiques des nombres rationnels (K0, K1, …, Kn, …) où K0 est le corps des nombres rationnels et Kn est une extension quadratique du corps Kn–1 si n est strictement positif. Tout nombre constructible s'obtient comme élément d'un corps construit à partir d'une suite finie de corps construits comme extension quadratique du corps précédent dans la suite. On parle alors de tour d'extensions quadratiques.
Une fois cette propriété démontrée, il devient aisé de résoudre des problèmes de l'Antiquité comme la duplication du cube. En effet, la duplication du cube demande de construire un nombre d dont le polynôme minimal est de degré trois. Or la dimension de toute extension contenant d est de la forme 2p où p est un entier. Comme le degré du polynôme minimal d'un élément d'une extension algébrique divise toujours la dimension de l'extension algébrique, le problème n'a pas de solution.
Une approche analogue montre l'impossibilité de la résolution dans le cas général de la trisection de l'angle par les méthodes de la règle et du compas et permet de déterminer les polygones réguliers constructibles.

### Extension de Galois
Un autre outil est essentiel pour l'analyse des extensions L d'un corps K, il correspond aux automorphismes de L laissant le corps K invariant. L'ensemble de ces automorphismes, munis de la loi interne de composition des applications, forme un groupe. Cet outil est particulièrement efficace dans le cas des extensions finies par exemple sur le corps des rationnels dans le cas d'un corps de décomposition. Un élément de ce groupe restreint à un ensemble de racines d'un polynôme correspond à une permutation de cet ensemble de racines. Dans le cas des extensions finies, il correspond à un groupe fini appelé groupe de Galois.
Pour que cet outil soit pleinement pertinent, il faut en fait que les polynômes minimaux de l'extension n'aient pas de racines multiples. Ce qui est toujours le cas pour des extensions sur les corps des rationnels ou plus généralement sur un corps de caractéristique nulle. Dans ce cadre, il est par exemple possible de montrer qu'il existe un élément a dit primitif tel que l'extension soit une extension simple égale à K(a). Il faut de plus que l'extension contienne suffisamment de racines. Il faut en fait que le cardinal du groupe soit égal à la dimension de l'extension. Si ces deux hypothèses sont vérifiées, on parle alors d'extension de Galois.
Le groupe de Galois permet de comprendre finement la structure de l'extension. Par exemple, il existe une bijection entre ses sous-groupes et les sous-corps de l'extension. Il est utilisé pour la détermination des polygones constructibles à la règle et au compas ou pour le théorème d'Abel sur la résolution d'équations polynomiales par radicaux.

### Clôture algébrique
Il existe une extension algébrique particulière, celle qui ne possède pour polynômes minimaux que les polynômes de degré 1. C'est une extension pour laquelle tous les polynômes non constants admettent au moins une racine.
D'après le théorème de d'Alembert-Gauss, la clôture algébrique du corps des nombres réels est le corps des nombres complexes. C'est donc l'extension quadratique de ℝ décrite plus haut.
En revanche, la clôture algébrique des nombres rationnels n'est pas une extension finie de ℚ. En effet, son degré est supérieur ou égal à tout entier n>0 car le polynôme Xn – 2 est irréductible sur ℚ. La clôture algébrique de ℚ s'obtient soit comme la fermeture algébrique de ℚ dans ℂ, soit comme union dénombrable d'une suite croissante d'extensions.
De même, la clôture algébrique d'un corps fini K n'est pas une extension finie de K, car les extensions finies de K sont des corps finis, or aucun n'est algébriquement clos.
Dans le cas général, tout corps K possède une clôture algébrique Ω et c'est une extension algébrique maximale de K, au sens où toute extension algébrique de K est K-isomorphe à un sous-corps de Ω. En général, on doit utiliser l'axiome du choix pour prouver ce théorème. La preuve nécessite en effet une suite infinie d'extensions algébriques emboîtées. 

### Extensions algébriques de ℝ
Un corollaire du théorème de d'Alembert-Gauss est que ℝ ne possède (à isomorphisme près) que deux extensions algébriques : ℝ lui-même et ℂ.

### Ouvrages
- Régine et Adrien Douady, Algèbre et théories galoisiennes [détail des éditions]
- Serge Lang, Algèbre [détail des éditions]
- Pierre Samuel, Théorie algébrique des nombres [détail de l’édition]